# Llavis (genitals)
En l'aparell reproductor femení, els llavis són plecs sortints que voregen la vulva i formen part de les estructures dels genitals externs de la dona. En nombre de quatre, dos a cada costat de la vulva, els més externs són anomenats llavis majors i el parell més intern llavis menors, equivalents i del mateix origen embrionari que l'escrot i el rafe penis en el mascle respectivament.